# Anthotethya fromontae
Anthotethya fromontae är en svampdjursart som beskrevs av Sarà 2002. Anthotethya fromontae ingår i släktet Anthotethya och familjen Tethyidae.
Artens utbredningsområde är havet kring Australien. Inga underarter finns listade i Catalogue of Life.